# 比亚里卡 (巴拉圭)
比亚里卡（西班牙語：Villarrica），旧译维拉列加，位于巴拉圭南部，是瓜伊拉省的首府，由鲁伊·迪亚斯·梅尔加雷霍始建于1570年5月，人口约4万（2004年）。